# Claudionor Cunha
Claudionor Cunha (Barbacena, 10 de março de 1910 — Belo Horizonte, outubro de 1973) foi um pintor, professor e desenhista brasileiro.

## Biografia
Claudionor Cunha nasceu na localidade de Carandaí (na época, pertencente ao município de Barbacena), Minas Gerais, em 10 de março de 1910. Ainda jovem, mostrou interesse pela pintura, recusando de seu pai um armazém para inciar sua vida, preferindo começar sua carreira como pintor, estudando com o italiano Amilcar Agretti e fundando o Núcleo São Lucas de Formação Artística com o irmão do mesmo, Aristides Agretti.
Já na década de 1930, participou de vários salões e exposições coletivas, e, em 1945, cofundou a Sociedade Artística Oswaldo Teixeira, além de figurar entre os idealizadores da Feira de Arte da Praça da Liberdade em 1967 (hoje Feira de Arte e Artesanato de Belo Horizonte). Entre as muitas exposições individuais que realizou, destacou-se a primeira em 1947, uma em 1951 no Rio de Janeiro, e outra em 1963 na sede do Automóvel Clube de Belo Horizonte. Em 1971, foi o ano de seu vernissage no exterior, sendo convidado por banqueiros americanos a decorar o Departamento Internacional do United Banking Group em Miami, e para uma mostra individual patrocinada pelo mesmo em Coral Gables, Flórida. Cunha possui obras nos acervos dos museu: Mariano Procópio, em Juiz de Fora, e Museu Mineiro, em Belo Horizonte.